# Artsakhbank
Die Artsakhbank (russisch Арцахбанк) wurde am 12. Februar 1996 gegründet. Am 6. November 1996 wurde Artsakhbank CJSC in die Artsakhbank OJSC umgewandelt, entsprechend der Resolution des Generalmeetings der Bankgesellschafter. Am 24. Juni 2001 wurde die OJSC wieder in die CJSC umgewandelt.
Die Bank ist Anteilseigner der Armenian Card (ArCa) CJSC, und Vollmitglied des nationalen ArCa-Zahlungssystems, des internationalen Paylife/Mastercard-Zahlungssystems, sowie Mitglied des SWIFT-Systems.
Artsakhbank ist zudem ein Mitglied internationaler Geldtransfersysteme, wie MoneyGram, Migom, Leader und Anelik. Die Bank hat Korrespondenzbeziehungen mit 25 anderen Banken, sowohl einheimischen als auch ausländischen.
Am 1. Januar 2011 hatte die Bank 6 Filialen in Jerewan und 11 in der Republik Bergkarabach. Sie bedient 43.704 Kunden, von denen 41.467 Einzelpersonen sind.